# Братислава
Бра̀тислава (на словашки: Bratislava, [ˈbratislava]; на унгарски: Pozsony; на немски: Preßburg) е столицата и най-големият град на Словакия, административен център на Братиславски край. Населението му е около 463 000 души (2012). Разположен е в югозападната част на Словакия, на двата бряга на река Дунав и на левия бряг на Морава. Градът е единствената национална столица, граничеща с две независими държави – Австрия и Унгария.
Братислава е политическият, културен и стопански център на Словакия. Градът е седалище на президента, парламента и правителството на страната, както и на няколко университета, музеи, театри, галерии и други важни културни и образователни институции. Много от големите словашки стопански и финансови институции също са разположени в града.
Историята на Братислава е повлияна от различни народи – австрийци, евреи, немци, словаци, сърби, унгарци, чехи. От 1536 до 1783 година градът е столица на Кралство Унгария, част от Хабсбургската монархия, и е родно място на много известни словашки, унгарски и немски исторически личности.

## География
Градът е разположен на река Дунав, в югозападната част на страната, на границата с Австрия и Унгария.
Братислава е на 3-то място по най-малко зелени площи на човек от населението сред столиците на държави от Европейския съюз (след Париж и Мадрид) с 23 m².
Климатът в Братислава е умереноконтинентален. Средната годишна температура е 10,5 °C. Средната температура през най-топлия месец (юли) е 21 °C и -1 °C през най-студения (януари). Разграничават се четири сезона, а количеството на валежите е равномерно през цялата година. Често е ветровито, а за климата в града са характерни студена, влажна зима и горещо лято. Столицата е едно от най-топлите и сухи места в Словакия. Пролетта и есента са кратки и преминаването от лято към зима и от зима към лято се осъществява бързо. Най-високата температура, измерена в Братислава, е 39,4 °C, а най-ниската – -20,3 °C. Някои части са уязвими за наводнения от реките Дунав и Морава.

## История
Между 1536 и 1783 г. е столица на Унгария, под властта на Хабсбургите. Унгарското име на града е Пожон (Poszony).
Други исторически имена на словашки и др. са: Прешпорок (Prešporok), Пожун (Požún), Прешпурк (Prešpurk); също Истрополис, Преслава и Пресбург (Preßburg) – официалното име до 1919 г.
През 1835 г. на всеки три дни отплава по един параход от Пресбург до Пеща, а оттам друг тръгва на всеки 12 дни за Молдова.
След Първата световна война градът става част от новосъздадената независима Чехословакия. Има предложение да бъде наречен Wilsonovo mesto (Уилсъновград) – на американския президент Удроу Уилсън, но в крайна сметка през март 1919 г. е избрано името Братислава – на средновековния бохемски владетел Бретислав I.

## Население
| Население на Братислава |           |        |           |        |           |
| Година                  | Население | Година | Население | Година | Население |
| 1720                    | 11 000    | 1880   | 48 000    | 1950   | 184 400   |
| 1786                    | 31 700    | 1900   | 61 500    | 1961   | 241 800   |
| 1802                    | 29 600    | 1910   | 78 200    | 1970   | 291 100   |
| 1820                    | 34 400    | 1921   | 93 200    | 1980   | 380 300   |
| 1846                    | 40 200    | 1930   | 123 800   | 1991   | 442 197   |
| 1869                    | 46 500    | 1939   | 138 500   | 2001   | 428 672   |

Населението на Братислава е 476 922 души, също така градът е център на метрополен регион с население от 728 370 души към 2022 г.

### Етнически състав
Най-голямата етническа група са словаците с 373 568 жители (90,84%; 2001: 391 767), следвани от унгарците с 14 119 (3,43%; 2001: 16 541), чехите с 5 445 (1,32%; 2001: 7 972) и германците с 963 (0,23%; 2001: 1 200). Други етнически групи: моравци (783 жители; 2001: 635 жители), русини (747 жители; 2001: 461 жители), хървати (649 жители; 2001: 614 жители), украинци (454 жители; 2001: 452 жители), руснаци (446 жители; 2001: 399 жители), поляци (404 жители; 2001: 339 жители), роми (370 жители; 2001: 417 жители) и българи (368 жители; 2001: 475 жители). Етническият произход на 10 016 жители не може да бъде определен (2001: 5 680).

### Религиозен състав
Според преброяването от 2011 г. 214 341 жители (52,12 процента; 2001 г.: 243 048) са римокатолици, 21 744 (5,29 процента; 2001 г.: 24 810) са лутерани, 3 736 (0,91 процента; 2001 г.: 3 163) са гръкокатолици, 1 863 са православни (2001 г.: 1 616), 1 828 са калвинисти (2001 г.: 1 918), 1 413 са Свидетели на Йехова (2001 г.: 1 827), 597 са евреи (2001 г.: 748), 1 046 са методисти (2001 г.: 737) и 572 са баптисти (2001 г.: 613); 5054 жители принадлежат към друга деноминация, която не е регистрирана в статистиката (2001: 1488). 126 799 жители (30,83%; 2001: 125 712) се самоопределят като атеисти, а за 28 891 жители (7,03%) няма налична информация (2001: 20 174).

## Административно деление
| Район          | Община               | Карта |
| -------------- | -------------------- | ----- |
| Братислава I   | Staré Mesto          |       |
| Братислава II  | Ružinov              |       |
| Братислава II  | Vrakuňa              |       |
| Братислава II  | Podunajské Biskupice |       |
| Братислава III | Nové Mesto           |       |
| Братислава III | Rača                 |       |
| Братислава III | Vajnory              |       |
| Братислава IV  | Dúbravka             |       |
| Братислава IV  | Karlova Ves          |       |
| Братислава IV  | Devín                |       |
| Братислава IV  | Devínska Nová Ves    |       |
| Братислава IV  | Lamač                |       |
| Братислава IV  | Záhorská Bystrica    |       |
| Братислава V   | Petržalka            |       |
| Братислава V   | Jarovce              |       |
| Братислава V   | Rusovce              |       |
| Братислава V   | Čunovo               |       |

## Транспорт
През 1848 г. е открита централната жп гара на Братислава. В отвъддунавската част съществува жп гара Братислава-Петржалка. Железопътните линии от града тръгват в 6 посоки. Международното летище „Милан Стефаник“ се намира на няколко километра от града и работи от 1951 г. Собственикът на летището, консорциумът OneTwo, планира да го обедини в един комплекс с виенското летище „Швехат“, което също притежава, с изграждането на високоскоростна железница от Братислава – Швехат – Виена. За осигуряване на корабоплаването по река Дунав градът разполага с речно пристанище с ж.п. възел. Пътната мрежа на града включва 5 моста и 3 главни пътни артерии. Градът разполага с централна автогара „Млинке Ниви“ и автобусни станции.
Първият обществен градски транспорт в Братислава е омнибусът с линия, открита през 1868 г. Трамваят в Братислава е създаден през 1895 г. и оттогава е основният обществен транспорт, като в момента има 8 линии. Братиславският тролейбус е пуснат за първи път през 1909 г., но скоро е закрит и възобновен през 1941 г., като в момента работи по 14 маршрута. Градът има и автобусни маршрути (около 60 редовни и 20 нощни), като до 2016 г. автобусът е единственият градски транспорт, който достига до отвъддунавската част на град Петржалка, но сега там е изградена нова трамвайна линия, по която вървят два маршрута – 1 и 3. Общественият градски транспорт се управлява от обединената компания Dopravný podnik Bratislava. През 1985 г. в Братислава започва строителството на метро, но скоро проектът е замразен.

## Култура
- Братиславският дворец
- Университетът „Коменски“
- В Стария град

### Театър
Театралната традиция на Братислава датира от 17. век, когато градът е столица на Унгарското кралство и представления съпътстват коронации, конгреси и кралски посещения. Първият постоянен театър е открит през 1776 г. като Общински театър.
Днес Братислава е седалище на Словашкия национален театър (Slovenské národné divadlo), който се помещава в две сгради. Първата е построена през 1885/1886 г. в неоренесансов стил на площад „Хвездослав“ в Стария град. Новата сграда на брега на Дунав е открита през 2007 г. след 21 години строителство. Националният театър е трисъставен театър за драма, опера и балет. Театър „Павол Орсаг Хвездослав“ (divadlo Pavla Országha Hviezdoslava) на улица „Лауринска“ се администрира от град Братислава.
По-малки и алтернативни театри са Братиславският куклен театър (Bratislavské bábkové divadlo), Astorka Korzo '90, театър „Арена“ (Divadlo Aréna), театър GUnaGU, студио L+S, театър Ludus, Наивен театър „Радошина“ (Radošinské naivné divadlo) и Нова сцена (Nová scéna).

### Музеи и галерии
- Словашка национална галерия (Slovenská národná galéria)
- Словашки национален музей (Slovenské národné múzeum)
- Дом на добрия пастир (Dom U dobrého pastiera), сграда в стил рококо, която днес е своеобразен музей на исторически часовници
- Музей на град Братислава (Múzeum mesta Bratislavy)
- Исторически музей (Historické múzeum)
- Археологически музей (Archeologické múzeum)
- Природонаучен музей (Prírodovedné múzeum)
- Музей на транспорта (Múzeum dopravy)
- Музей на водоснабдяването и канализацията (Vodárenské múzeum)
- Железопътен музей на Словашката република (Železničné múzeum Slovenskej republiky)
- Музей на музиката (Hudobné múzeum)
- Музей на оръжията (Múzeum zbraní)
- Музей на образованието и педагогиката (Múzeum školstva a pedagogiky)
- Музей на лозарството (Múzeum vinohradníctva)
- Музей на историческите интериори (Múzeum historických interiérov)
- Музей на унгарската култура в Словакия (Múzeum kultúry Maďarov na Slovensku)
- Музей на еврейската култура (Múzeum židovskej kultúry)
- Музей на историята на Еврейската община (Židovské komunitné múzeum)
- Музей на културата на карпатските немци (Múzeum kultúry karpatských Nemcov)
- Музей на полицията на Словашката република (Múzeum polície Slovenskej republiky)
- Музей „Артур Флайшман“ (Múzeum Arthura Fleischmanna)
- Музей „Йохан Непомук Хумел“ (Múzeum Johanna Nepomuka Hummela)
- Музей на римския военен лагер Герулат (Múzeum Antická Gerulata)
- Музей на изкуството „Данубиана Мьоленстеен“ (Danubiana Meulensteen Art Museum)

## Спорт
Градът се гордее със своето спортно дружество „Слован“. Футболният клуб се състезава в словашката Екстралига. А хокейният е един от най-успешните в Европа. От 2012 до 2019 г. ХК „Слован“ се състезава в Континенталната хокейна лига.

## Известни личности
Родени в Братислава
- Йохан Непомук Хумел (1778 – 1837), композитор и пианист
- Филип Ленард (1862 – 1947), унгарски физик
- Йохана Лойзингер (1865 – 1951), съпруга на българския княз Александър Батенберг
- Виктор Румпелмайер (1830 – 1885), австрийски архитект
- Хана Хегерова (1931 – 2021), певица и актриса
- Доминик Хърбати (р. 1978), тенисист

Починали в Братислава
- Божин Ласков (1922 – 2007), български футболист
- Ференц Йожеф Кохари (1767 – 1826), принц и политик
- Йозеф Тисо (1887 – 1947), политик

Други
- Стефан Гечев (1912 – 2000), български поет, живее в града през 1942 – 1947
- Емил Венков (1937 – 2017) българо – словашки скулптор, живее в града през 1960 – 1992, автор на статуята на Ленин с Сиатъл (САЩ)
- Георгий Острогорски (1902 – 1976), руски историк, живее в града през 1928 – 1933

## Фотогалерия
- Народната рада (парламентът)
- Словашкото радио
- Статуя на папарак
- Стадион „Tehelné Pole“